# 塔索广场 (佛罗伦萨)
43°46′2.46″N 11°14′26.24″E / 43.7673500°N 11.2406222°E

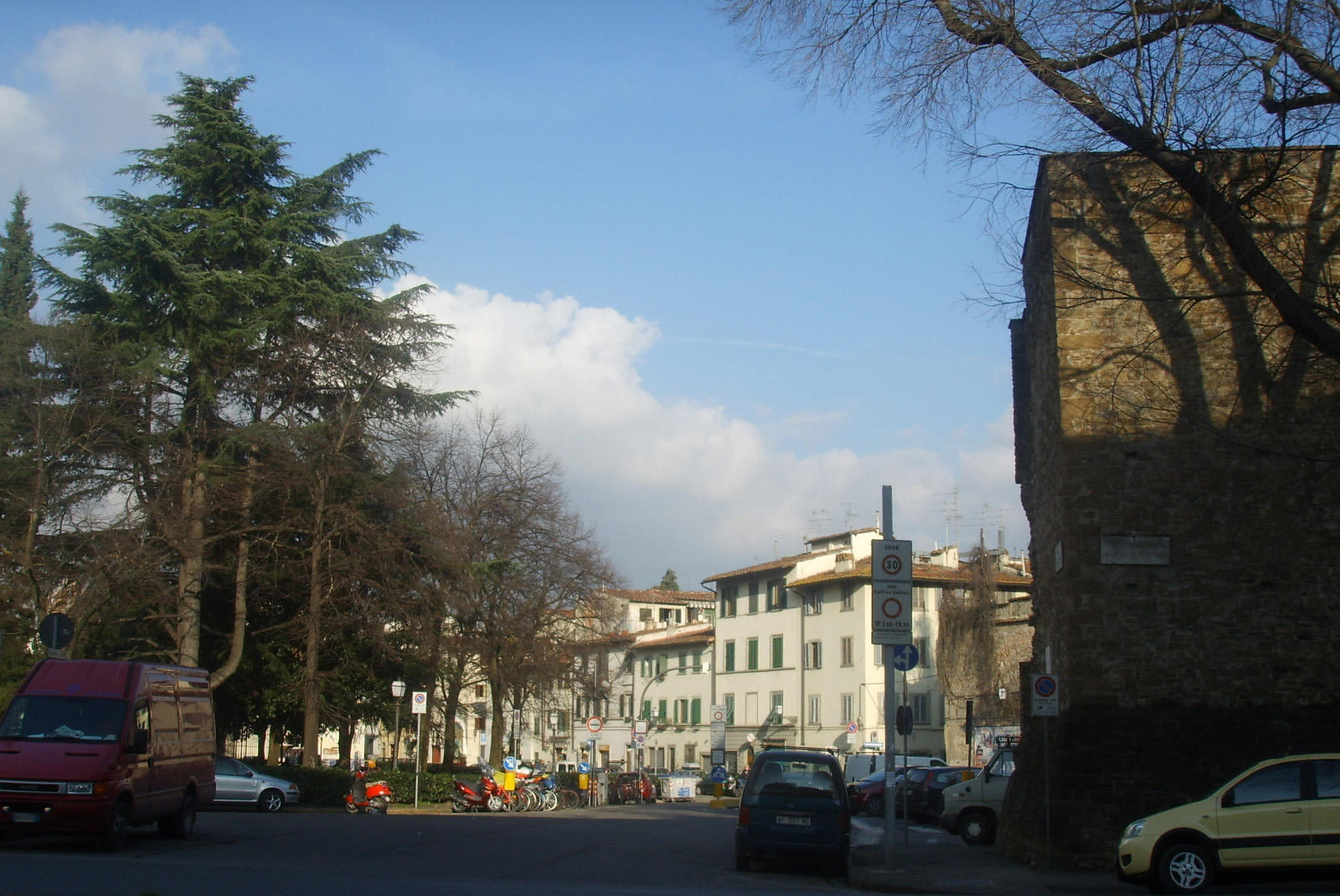

塔索广场（Piazza Tasso）是意大利佛罗伦萨的一个城市广场，位于奥特拉诺区，靠近城墙。包括花园和一个小型足球场。
1944年，纳粹在塔索广场杀害五人，今天广场上有关于这一屠杀事件的纪念牌匾。